# Saranyu
Saranyu (Saraṇyū; Saranya) — također poznata kao Sanjana, Sangna, Sauri, Randal i Ravi Randal — hinduistička je božica oblaka; kći Vishvakarmana te supruga Surye, boga Sunca i dana. Surya se oženio i Saranyuinom sestrom Chhayom, božicom sjena.
Djeca Surye i Saranyu:
- Revanta[1]
- Ašvini — blizanci
- Shraddhadeva Manu — predak čovječanstva
- Yama — gospodar smrti
- Yami — gospa rijeke Jamune

Saranyuino se ime koristi kao epitet ili oznaka za rijeke i vjetar u Rgvedi.